# Riu Corriente
El riu Corriente (o riu Corrientes) és un petit riu de la conca hidrogràfica del riu Paraná. Neix de la llacuna d'Itatí, la més austral dels Esteros del Iberá, i funciona com a desguàs dels seus 13.000 km² d'aiguamolls, en el seu curs des del nord-est cap al sud-oest de la província de Corrientes, desembocant finalment en el Paraná, prop de la ciutat d'Esquina.
Té uns 20 metres d'ample durant la major part del seu tranquil recorregut, que divideix la topografia correntina en una secció oriental (de relleu i sòl similar al de la província de Corrientes) i una occidental (més àrida). La riba occidental està formada pels anomenats bajos del río Corriente, una zona de cordons sorrencs que formen monticles on creix de manera natural una densa muntanya de males herbes i palmeres (especialment la butia yatay), aptes per al cultiu del tabac (Nicotiana spp.) i de cítrics (Citrus spp.).
El curs superior del riu Corriente és un refugi ric en espècies ictícoles que surten dels Esteros del Iberá, especialment el daurat (Salminus brasiliensis); però la pesca està controlada per al manteniment de l'espècie.
En el seu curs mitjà-inferior, el riu es desdobla en diferents braços, rebent el seu curs principal el nom d'«Arroyo Guazú». Sobre aquest tram del riu, creua la Ruta Nacional 12, que superava el cabal del riu a través d'una sèrie de ponts, sent el principal d'ells el Pont Santa Rosa, situat sobre el braç principal. Davant del port de la ciutat d'Esquina s'obre un delta solcat pel canal Torello, en el qual es formen nombroses illes de rica vegetació.
A causa de la força del seu cabal, els viaductes que el superen es troben en constant perill d'esfondrament, a causa de l'erosió provocada per les seves aigües en les estructures, agreujant-se les mateixes en èpoques de creixents. L'ensorrament més greu produït per aquest riu va tenir lloc el 8 de juliol de 2017, quan a causa del creixement del seu cabal es va produir la caiguda del Pont Santa Rosa, situat sobre el curs de l'Arroyo Guazú (el braç principal del Riu Corriente), a l'altura del km 715 de la Ruta Nacional 12. La caiguda d'aquest viaducte, a més de provocar l'aïllament de les localitats de Goya i Esquina, va ser també motiu de sinistres viaris.